# Воллес Фернандо Перейра
Воллес Фернандо Перейра (порт. Wallace Fernando Pereira, нар. 29 жовтня 1986, Серкілью) — бразильський футболіст, захисник грецького клубу «Шкода Ксанті».

## Ігрова кар'єра
У дорослому футболі дебютував 2005 року виступами за «Сан-Карлус».
Своєю грою за цю команду привернув увагу представників тренерського штабу молдавського «Шерифа», до складу якого приєднався у лютому 2006 року. Разом з командою ставав чемпіоном і володарем Кубка та Суперкубка Молдови, виступав у єврокубках, зіграв 7 матчів. У чемпіонаті Молдови провів 59 поєдинків і забив 4 голи. Потрапив в символічну збірну чемпіонату Молдови першої половини сезону 2007/08
На початку 2008 року підписав чотирирічний контракт з норвезьким «Фредрікстадом». В чемпіонаті Норвегії дебютував 30 березня 2008 року у виїзному матчі проти «Бранна» (4:2), в якому відіграв весь матч. Всього за клуб зіграв 54 матчі і забив 9 м'ячів. Після того як клуб вилетів з Тіппеліги, у нього почалися фінансові проблеми і Воллес покинув команду.
Влітку 2010 року уклав контракт з бельгійським «Гентом», у складі якого провів наступні три роки своєї кар'єри гравця, зігравши у 42 матчах чемпіонату.
На початку 2014 року перейшов в ужгородську «Говерлу». 16 березня дебютував у Прем'єр-лізі України у виїзному матчі проти харківського «Металіста», Воллес відіграв весь поєдинок, а зустріч закінчилася з нічийним рахунком (1:1). Проте закріпитись в складі закарпатців захисник так і не зумів, зігравщи до кінця сезону лише 5 матчів, після чого покинув клуб.
В липні 2014 року підписав контракт з грецьким клубом «Шкода Ксанті».

## Статистика виступів

### Статистика клубних виступів
| Сезон                   | Клуб                    | Чемпіонат               | Чемпіонат | Чемпіонат | Національний кубок | Національний кубок | Національний кубок | Континентальні кубки | Континентальні кубки | Континентальні кубки | Суперкубок | Суперкубок | Суперкубок | Усього | Усього |
| Сезон                   | Клуб                    | Ліга                    | Ігор      | Голів     | Ліга               | Ігор               | Голів              | Ліга                 | Ігор                 | Голів                | Ліга       | Ігор       | Голів      | Ігор   | Голів  |
| ----------------------- | ----------------------- | ----------------------- | --------- | --------- | ------------------ | ------------------ | ------------------ | -------------------- | -------------------- | -------------------- | ---------- | ---------- | ---------- | ------ | ------ |
| 2005                    | «Сан-Карлус»            | ЛПБ                     | ?         | ?         | CB                 | ?                  | ?                  | —                    | —                    | —                    | —          | —          | —          | ?      | ?      |
| 2005-06                 | «Шериф»                 | ЧМ                      | ?         | ?         | КМ                 | ?                  | ?                  | —                    | —                    | —                    | —          | —          | —          | ?      | ?      |
| 2006-07                 | «Шериф»                 | ЧМ                      | ?         | ?         | КМ                 | ?                  | ?                  | —                    | —                    | —                    | —          | —          | —          | ?      | ?      |
| 2007-08                 | «Шериф»                 | ЧМ                      | ?         | ?         | КМ                 | ?                  | ?                  | —                    | —                    | —                    | —          | —          | —          | ?      | ?      |
| Усього за «Шериф»       | Усього за «Шериф»       | Усього за «Шериф»       | 59        | 7         |                    | ?                  | ?                  |                      | —                    | —                    |            | —          | —          | ?      | ?      |
| 2008                    | «Фредрікстад»           | T                       | 22        | 4         | КН                 | 5                  | 0                  | —                    | —                    | —                    | —          | —          | —          | 27     | 4      |
| 2009                    | «Фредрікстад»           | T                       | 13        | 1         | КН                 | 0                  | 0                  | —                    | —                    | —                    | —          | —          | —          | 13     | 1      |
| 2010                    | «Фредрікстад»           | A                       | 18        | 4         | КН                 | 3                  | 0                  | —                    | —                    | —                    | —          | —          | —          | 21     | 4      |
| Усього за «Фредрікстад» | Усього за «Фредрікстад» | Усього за «Фредрікстад» | 53        | 9         |                    | 8                  | 0                  |                      | —                    | —                    |            | —          | —          | 61     | 9      |
| 2010-11                 | «Гент»                  | ЛЖ                      | 22        | 0         | КБ                 | 6                  | 0                  | ЛЄ                   | 4                    | 1                    | —          | —          | —          | 32     | 1      |
| 2011-12                 | «Гент»                  | ЛЖ                      | 0         | 0         | КБ                 | ?                  | ?                  | —                    | —                    | —                    | —          | —          | —          | 0+     | 0+     |
| Усього за «Гент»        | Усього за «Гент»        | Усього за «Гент»        | 22        | 0         |                    | 6+                 | 0+                 |                      | 4                    | 1                    |            | —          | —          | 32+    | 1+     |
| Усього                  | Усього                  | Усього                  | 155+      | 16+       |                    | 14+                | 0+                 |                      | 4+                   | 1+                   |            | —          | —          | 173+   | 17+    |

## Досягнення
- Чемпіон Молдови (2) :

«Шериф»: 2005-06, 2006-07
- Володар Кубка Молдови (1):

«Шериф»: 2005-06
- Володар Суперкубка Молдови (1):

«Шериф»: 2007